# Du "Cubisme"

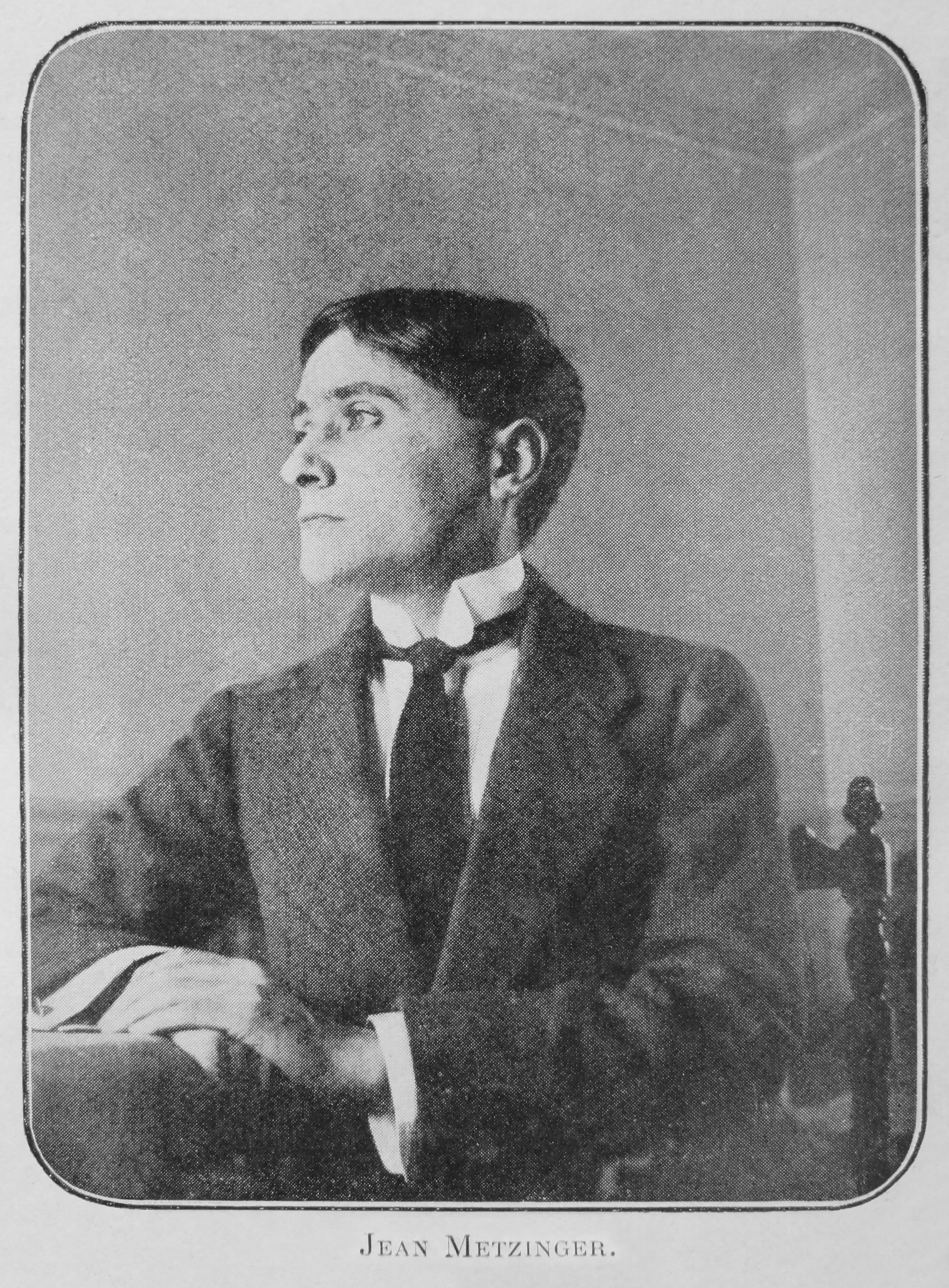
Jean Metzinger, el 1912-13

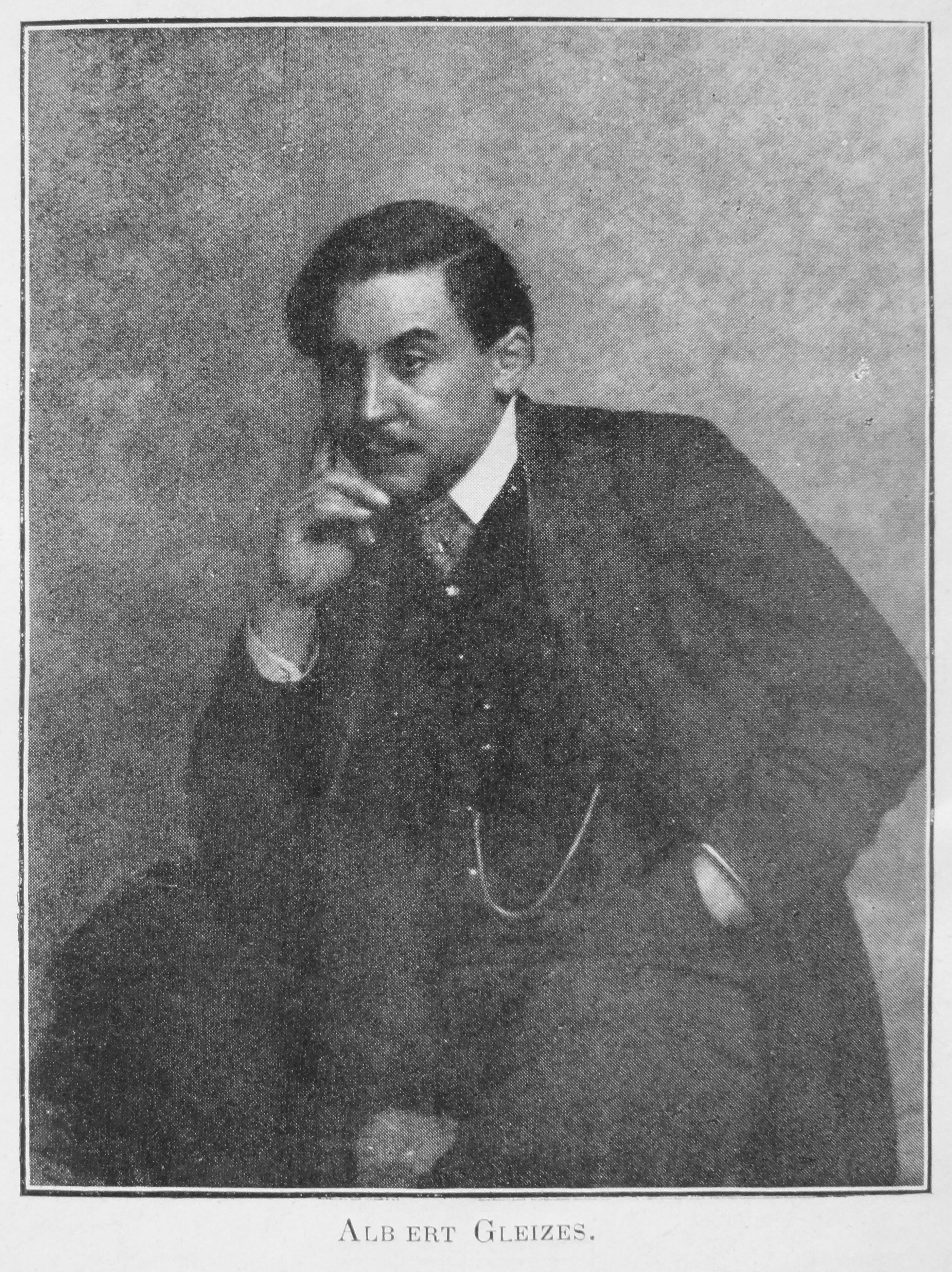
Albert Gleizes, el 1912-13

Du "Cubisme", també escrit Du Cubisme, (i en català: Sobre el Cubisme o El Cubisme), és una obra escrita el 1912 per Albert Gleizes i Jean Metzinger. Aquest fou el primer gran text sobre el cubisme, precedint els Peintres Cubistes de Guillaume Apollinaire (1913). El llibre està il·lustrat amb fotografies en blanc i negre de les obres de Paul Cézanne, Gleizes, Metzinger, Fernand Léger, Juan Gris, Francis Picabia, Marcel Duchamp, Pablo Picasso, Georges Braque, André Derain, i Marie Laurencin.

## Publicació
El tractat, que fou molt influent, el publicà  Eugène Figuière Éditeurs, en la Col·lecció "Tous els Arts", París, 1912. Abans de la publicació, fou anunciat en la Revue d'Europe et d'Amérique, de març del 1912; amb motiu del Salon des Indépendants durant la primavera del 1912 en la Gazette des beaux-arts; i en Paris-Journal, el 26 d'octubre del 1912. Degué aparéixer al novembre o principis de desembre del 1912. Més tard es va publicar en anglés i rus el 1913. Una traducció russa de Mikhail Matiushin aparegué en el número de Soiuz molodezhi de març del 1913.
Una nova edició es publicà el 1947 amb un avant-propos de Gleizes i un epíleg de Metzinger. Els artistes aprofitaren l'ocasió per a reflexionar sobre l'evolució d'aquesta avantguarda artística trenta-tres anys després de l'aparició de Du "Cubisme".

## Rerefons
La col·laboració entre Albert Gleizes i Jean Metzinger que portaria a la publicació de Du "Cubisme" comença durant les seqüeles del Salon d'Automne del 1910. En aquesta gran exposició parisenca, famosa per exhibir les darreres i més radicals tendències artístiques, alguns artistes com Gleizes, i en concret Metzinger, en destacaren de la resta. La utilització d'una forma no convencional de geometria havia traspassat les obres d'aquests artistes que a priori tenien poc o gens de contacte entre si.
En una ressenya del Salon d'Automne del 1910, el poeta Roger Allard (1885-1961) anuncià l'aparició d'una nova escola de pintors francesos que, a diferència dels fauvistes i els neoimpressionistes, concentraven l'atenció en la forma i no pas en el color. Un grup format després de l'exposició que inclouria Albert Gleizes, Metzinger, Henri Le Fauconnier, Fernand Léger i Robert Delaunay (amic i soci de Metzinger des del 1906). Es reunien periòdicament a l'estudi de Henri Le Fauconnier, on treballava en la seua ambiciosa pintura al·legòrica L'Abondance. "En aquesta pintura", diu Brooke, "la simplificació de la forma representacional dona pas a una nova complexitat en què el primer pla i el fons s'apleguen i el subjecte de la pintura resta enfosquit per una xarxa d'elements geomètrics entrellaçats". Fou, però, Metzinger, un montmartrois en estret contacte amb Le Bateau-Lavoir i els seus artistes, inclosos Guillaume Apollinaire, Max Jacob, Maurice Princet, Pablo Picasso i Georges Braque, qui presentà a Gleizes i els altres del grup, amb el seu Nu la cheminée (Nu), 1910, un tipus extrem de cubisme "analític" (un terme que sorgiria anys després per a descriure les obres de Picasso i Braque dels 1910-1911).
Uns mesos més endavant, en la primavera del 1911 al Salon des Indépendants, el terme "cubisme" (derivat dels intents dels crítics de ridiculitzar les "bogeries geomètriques" que donaven un aspecte "cúbic" a les obres) s'introduiria oficialment en relació amb aquests artistes que exposen en la Sala 41, que incloïa Gleizes, Metzinger, Le Fauconnier, Léger i Delaunay (però no pas Picasso ni Braque, tots dos absents de les exposicions públiques llavors com a resultat d'un contracte amb la Galeria Kahnweiler).
Un text seminal escrit per Metzinger titulat Note sur la peinture, publicat durant la tardor del 1910, coincidint amb el Salon d'Automne, cita Picasso, Braque, Delaunay, Le Fauconnier com a pintors que estaven realitzant una "emancipació total" [affranchissement fondementale] de la pintura. La idea de moure's al voltant d'un objecte per a veure'l des de diferents perspectives tractades després en Du "Cubisme" fou una idea central de la Note sur la Peinture de Metzinger. De fet, abans del cubisme, els pintors treballaven des d'un sol punt de vista limitant. Metzinger enuncia per primera vegada en Note sur la peinture l'interés estimulant a representar objectes com recordats per experiències successives i subjectives dins el context de l'espai i el temps. En aquest article, Metzinger assenyala que Braque i Picasso "descartaren la perspectiva tradicional i es van donar la llibertat de moure's pels objectes". Aquest és el concepte de "perspectiva mòbil" que tendeix a la representació de la "imatge total"; una sèrie d'idees que encara hui defineixen els trets fonamentals de l'art cubista. Preparant l'escenari per a Du "Cubisme", la Note de Metzinger no sols ressaltava les obres de Picasso i Braque, d'una banda, i Le Fauconnier i Delaunay de l'altra. També fou una selecció tàctica que remarcava que només Metzinger estava en posició d'escriure'n sobre els quatre. Metzinger, de manera única, havia estat molt familiaritzat amb el grup de Montmartre i els cubistes de saló simultàniament.

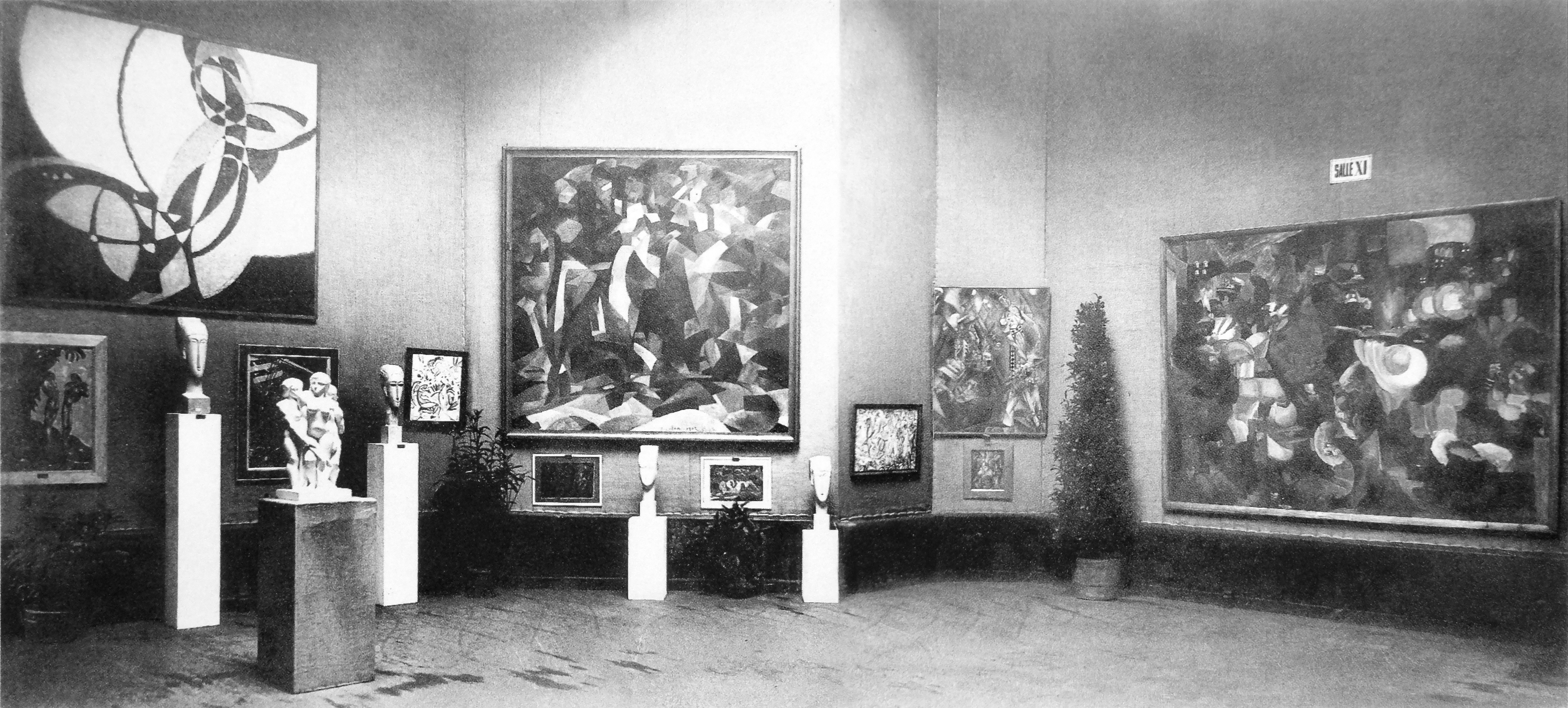
Salon d'Automne 1912, París, obres de Kupka, Modigliani, Csaky, Picabia, Metzinger, i Le Fauconnier

## Saló de la Secció d'Or
El Grup de Puteaux al Saló de la Secció d'Or feu una exposició organitzada pel Salon Cubists per tal d'aplegar-hi les tendències més radicals en pintura i escultura. Programada per a dur-se a terme a la Galerie La Boétie de París, a l'octubre del 1912, just després del Salon d'Automne. Gleizes i Metzinger, en preparació per al Saló de la Secció d'Or, publicaren Du "Cubisme", una gran defensa d'aquest corrent, el primer assaig teòric sobre el nou moviment, anterior als Peintres Cubistes, Méditations Esthétiques (Els pintors cubistes, meditacions estètiques) de Guillaume Apollinaire (1913) i Der Weg zoom Kubismus de Daniel-Henry Kahnweiler (1920). Abans de la Primera Guerra Mundial, la imatge del cubisme a l'estat francés i a l'estranger es basava en una definició molt àmplia. "Una visió més heterogènia del cubisme és encoratjada pels primers escrits promocionals dels seus practicants i associats", escriu l'historiador d'art Christopher Green:
   "Picasso, Braque i Gris no van fer pràcticament cap declaració pública sobre el tema abans del 1914. El primer text important, Du cubisme, el van fer dos cubistes Salle 41, Gleizes i Metzinger, el 1912; al 1913 hi hagué una col·lecció no massa sistemàtica de reflexions i comentaris del poeta i crític Guillaume Apollinaire, estretament relacionat amb Picasso (des del 1905) i Braque (des del 1907), i que havia prestar atenció a artistes com Delaunay, Picabia i Duchamp. Juntament amb Léger, identificà aquests tres amb una nova tendència, que denominà cubisme òrfic o orfisme i que considerà d'especial importància per al futur. Alguns pintors com Gleizes, Metzinger, Delaunay i Duchamp van ser poderoses influències al costat de Picasso, Braque, Gris i Léger en l'evolució de l'art relacionat amb el cubisme a Rússia, Txecoslovàquia, Itàlia, Holanda, Gran Bretanya, l'estat espanyol i els Estats Units."
El Salon d'Automne del 1912 donà lloc a un debat sobre el cubisme en la Cambra de Diputats: com l'exposició es realitzava al Grand Palais estatal, es considerava que l'estat subvencionava el cubisme. En aquest context d'ira i rebel·lió pública que Gleizes i Metzinger escrigueren Du "Cubisme". No fou sols una iniciativa per a explicar el nou art, sinó un intent de persuadir les masses que les seues intencions eren genuïnes.

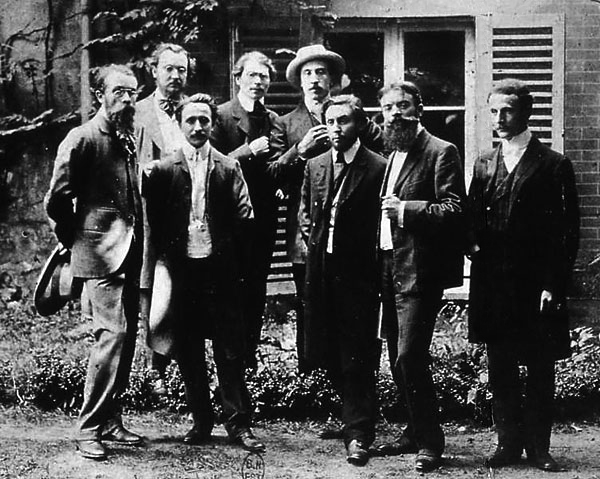
Abbaye de Créteil 1906. Primera fila: Charles Vildrac, René Arcs, Albert Gleizes, Barzun, Alexandre Mercereau. Segona fila: Georges Duhamel, Berthold Mahn, d'Otémar

Els cubistes Salle 41, mitjançant Gleizes, estaven estretament associats amb l'Abbaye de Créteil, un grup d'artistes que incloïa Alexandre Mercereau, Jules Romains, Georges Chennevière, Henri-Martin Barzun, Pierre Jean Jouve, Georges Duhamel, Luc Durtain, Charles Vildrac i René Arcos. Molts s'interessaren per la noció de "durada" proposada per Henri Bergson, segons la qual la vida s'experimenta subjectivament com un moviment continu en la direcció del temps, amb el passat fluint cap al present i el present fonent-se en el futur. Altres cubistes mostraren afinitats amb aquesta idea, i amb la insistència de Bergson en l'"elasticitat" de la nostra consciència tant en el temps com en l'espai.
Els escriptors neosimbolistes Jacques Nayral i Henri-Martin Barzun s'uniren al moviment unanimista en poesia. Com a assistent editorial de Figuière, Nayral havia seleccionat per a la publicació de Du "Cubisme" i Les Peintres Cubistes com a part d'una sèrie projectada sobre art. Aquests escriptors i altres simbolistes valoraven l'expressió i l'experiència subjectiva sobre una visió objectiva del món físic, i hi adoptaren una perspectiva antipositivista o antiracionalista.
En Du "Cubisme", Gleizes i Metzinger relacionaven el concepte de "perspectiva múltiple" amb el sentit bergsonià del temps. El tractament facetat dels objectes físics i l'espai esborrava les distincions (amb el "passatge") entre subjecte i abstracció, entre la representació i la no objectivitat. Els efectes de la geometria no euclidiana s'hi utilitzaven per a transmetre un sentit psicofísic de fluïdesa de la consciència. Aquestes qüestions estan en sintonia amb la teoria de l'unanimisme de Jules Romains, que subratlla la importància dels sentiments col·lectius en la destrucció de les barreres interpersonals.
Una important innovació realitzada per Gleizes i Metzinger fou la inclusió del concepte de simultaneïtat no sols en el marc teòric del cubisme, sinó en les mateixes pintures. En part, era un concepte nascut d'una convicció basada en la seua comprensió de Henri Poincaré i Bergson, que la separació entre l'espai i el temps hauria de ser qüestionada. Van sorgir noves idees filosoficocientífiques basades en la geometria no euclidiana, la geometria riemanniana i la relativitat, que contradeien les nocions de veritat absoluta. Aquestes idees es van debatre en publicacions, i llegides per escriptors i artistes relacionats amb el cubisme.
Poincaré afirma que les lleis que es creu que governen la matèria foren creades únicament per les ments que les "comprengueren" i que cap teoria pot considerar-se "vertadera". "Les coses en si mateixes no són el que la ciència pot aconseguir..., sinó només les relacions entre les coses. Fora d'aquestes relacions no hi ha una realitat cognoscible", escriu Poincaré en el seu assaig del 1902, Ciència i hipòtesi.

## Passatges deDu "Cubisme"
La reconstrucció de la imatge total es deixa a la intuïció creativa de l'observador. L'espectador hi té un paper actiu. Cadascuna de les parts (els fragments o facetes) en són tan importants com el tot. Tanmateix, la imatge total, major que la suma de les parts, ara rau en la ment de l'espectador. El dinamisme de la forma implícita o explícita en les propietats quantitatives i qualitatives de l'obra, posada en moviment per l'artista, podria ser unit i comprés en un procés dinàmic que ja no estaria restringit exclusivament a l'artista i al tema.
Gleizes i Metzinger homenatgen P. Cézanne en el seu manifest cubista del 1912 Du "Cubisme":
   "Entendre Cézanne és preveure el cubisme. D'ara endavant ens justifiquem quan diem que entre aquesta escola i les manifestacions anteriors sols hi ha una diferència d'intensitat, i que per a assegurar-nos-en sols cal estudiar els mètodes d'aquest realisme que, partint de la realitat superficial de G. Courbet, se submergeix amb Cézanne en la realitat fonda, i creix lluminós a mesura que obliga a l'incognoscible a retirar-se". (Jean Metzinger i Albert Gleizes, 1912)
Per a Metzinger i Gleizes, el cubisme no era més que una extensió d'una tradició pictòrica:
   "Alguns afirmen que aquesta tendència distorsiona la corba de la tradició. Deriven els seus arguments del futur o del passat? El futur no els pertany, fins on sabem, i un és especialment ingenu si tracta de mesurar el que existeix per allò que ja no existeix pas".
   "Tret que condemnem qualsevol pintura moderna, hem de considerar el cubisme com a legítim, perquè continua amb els mètodes moderns, i hauríem de veure-hi l'única concepció possible de l'art pictòric. És a dir, en aquest moment el cubisme està pintant".
L'artista s'esforça per tancar la suma de les afinitats percebudes entre la manifestació visible i la tendència de la seua ment; hi diuen Metzinger i Gleizes:
   "Que la imatge no imite cap cosa; deixa que presente nua la seua raó de ser. De fet, seríem ingrats si deplorem l'absència de totes aquestes coses, flors, paisatges o rostres, dels quals podria haver estat només un reflex. Admetem, però, que la reminiscència de les formes naturals no pot ser totalment bandejada; encara no, en tot cas. Un art no pot elevar-se al nivell d'un vessament pur en el primer pas".
   "Això ho entenen els pintors cubistes, que estudien sense descans la forma pictòrica i l'espai que origina."
   "Aquest espai, l'hem confós negligentment amb l'espai visual pur o amb l'espai euclidià. Euclides, en un dels seus postulats, parla de la indeformabilitat de les figures en moviment, és per açò que no cal insistir en aquest punt".
   "Si volguéssem posar en relació l'espai dels pintors [cubistes] amb la geometria, hauríem de referir-lo als matemàtics no euclidians; hauríem d'estudiar, amb certa amplitud, alguns teoremes de Riemann".
   "Respecte a l'espai visual, es deu a l'harmonització de les sensacions de convergència i "acomodació" en l'ull".
La convergència de la perspectiva clàssica per a evocar fondària es tracta en Du "Cubisme" com una il·lusió: "A més a més, sabem que fins i tot les infraccions més greus de les normes de perspectiva no lleven pas valor a l'espacialitat d'un quadre. Els pintors xinesos evoquen l'espai, tot i que mostren una forta parcialitat per la divergència".
   "Per a establir l'espai pictòric, cal recórrer a les sensacions tàctils i motrius; de fet, a totes les facultats. És tota la nostra personalitat, contreta o dilatada, la que transforma el pla de la imatge. Com en la reacció, aquest pla reflecteix la personalitat de l'espectador segons la seua comprensió, l'espai pictòric pot definir-se com un pas sensible entre dos espais subjectius".
   "Les formes dins aquest espai ixen d'un dinamisme que diem dominar. Perquè la nostra intel·ligència puga posseir-lo, exercitem de primer la sensibilitat. Només hi ha matisos. La forma apareix dotada de propietats iguals a les del color. Pot ser temperat o acrescut per contacte amb una altra forma; pot ser destruït o emfasitzat; es multiplica o desapareix. Una el·lipse pot canviar la circumferència perquè està inscrita en un polígon. Una forma que és més emfàtica que les circumdants pot dominar el quadre complet, pot imprimir la seua efígie sobre tot. Els fotògrafs que imiten fil per randa una o dues fulles perquè semble que totes les fulles d'un arbre estan pintades, mostren maldestrament que sospiten aquesta veritat. Una il·lusió, potser, però hem de tenir-ho en compte. L'ull aviat interessa la ment en els seus errors. Aquestes analogies i contrasts són capaços de tot bé i mal; els mestres van sentir això quan tractaven de compondre amb piràmides, creus, cercles, semicercles, etc."
Els cubistes, d'acord amb el manifest del 1912 de Gleizes i Mezinger, demostraren una nova manera de considerar la llum:
   Hi deien: "il·luminar és mostrar; acolorir és especificar la manera de revelació. Diuen lluminós el que colpeja la imaginació i obscur el que la imaginació ha de penetrar".
   "No connectem mecànicament la sensació del blanc amb la idea de la llum, així com no relacionem la sensació del negre amb la idea de l'obscuritat. Admetem que una joia negra, tot i que siga d'un negre apagat, pot ser més radiant que el setí blanc o rosat de l'estoig. Llum amorosa, ens neguem a amidar-la, i bandegem les idees geomètriques de l'enfocament i el raig, que comporten la reiteració, oposada a la idea de varietat que ens guia, de plans lluminosos i intervals ombrívols en una direcció concreta. El color càlid, ens neguem a limitar-lo, i subjugat o llambrenc, fresc o llotós, acceptem totes les possibilitats contingudes entre els dos punts extrems de l'espectre, entre el fred i el càlid".
   "Ací hi ha mil tints que ixen del prisma i s'afanyen a situar-se a la zona lúcida prohibida als que estan encegats per la immediatesa..."
Hi ha dos mètodes per a observar la divisió de la tela, a més a més de la desigualtat de les parts que es donen com a primera condició. Ambdós mètodes es basen en la relació entre el color i la forma:
   "D'acord amb el primer mètode, les parts estan connectades per una convenció rítmica determinada per un d'aquests. Això -la posició en el llenç importa poc- li dona a l'obra un centre des del qual procedeixen les gradacions del color, o cap al qual tendeixen, d'acord amb la intensitat màxima o mínima que hi resideix".
   "Seguint el segon mètode, perquè l'espectador, lliure d'establir-ne la unitat, puga aprehendre tots els elements en l'ordre que li assigna la intuïció creativa, les propietats de cada part s'han de deixar independents i el continu plàstic s'ha de trencar en mil sorpreses de llum i ombra. [...]"
   "Cada inflexió de forma va unida a una modificació de color, i cada modificació de color dona lloc a una forma".
Gleizes i Metzinger hi afigen:
   "No hi ha res real fora de nosaltres; no hi ha res real, tret de la coincidència d'una sensació i una direcció mental individual. És lluny de nosaltres llançar cap dubte sobre l'existència dels objectes que ens colpegen els sentits; racionalment parlant, però, només podem tenir certesa respecte a les imatges que se'ns produeixen en la ment".
   "És per això que ens sorprén que els crítics ben intencionats intenten explicar la gran diferència entre les formes atribuïdes a la natura i les de la pintura actual pel desig de presentar les coses no com apareixen, sinó com són. Perquè són! Com són? Ells diuen que l'objecte té una forma absoluta, una forma essencial, i que hem d'eliminar el clarobscur i la perspectiva per a poder presentar-lo. Quina simplicitat! Un objecte no té pas una forma absoluta; en té moltes. En té tantes com plans hi ha en l'àmbit de la percepció. Açò que diuen aquests escriptors és meravellosament aplicable a la forma geomètrica. La geometria és una ciència; la pintura és un art. El geòmetra pren mides; el pintor assaboreix. La característica absoluta de l'un és obligadament el parent de l'altre; si la lògica s'espanta d'aquesta idea, molt pitjor! Alguna volta la lògica evitarà que un vi siga diferent en la rèplica del químic i en el got de qui beu?"
   "Ens diverteix sincerament pensar que molts novells tal vegada paguen per la seua comprensió massa literal dels comentaris d'un cubista, i la seua fe en l'existència d'una Veritat Absoluta, quan juxtaposen dolorosament les sis cares d'un cub o les dues orelles d'un cubista en un model vist de perfil".
   "D'açò resulta que hem de seguir l'exemple dels impressionistes i confiar sols en els sentits? En absolut. Cerquem l'essencial, però ho cerquem en la nostra personalitat i no pas en una espècie d'eternitat, laboriosament dividida per matemàtics i filòsofs".
   "A més a més, com ja hem dit, la sola diferència entre els impressionistes i nosaltres és una diferència d'intensitat, i no desitgem que siga d'una altra manera".
   "Hi ha tantes imatges d'un objecte com ulls el miren; n'hi ha tantes imatges essencials com ments que la comprenen".
   "No podem, però, gaudir aïllats; desitgem enlluernar els altres amb el que arrabassem diàriament del món dels sentits, i a canvi desitgem que altres ens mostren els seus trofeus. D'una reciprocitat de concessions sorgeixen aquestes imatges mixtes, que ens afanyem a enfrontar amb creacions artístiques per a computar què contenen de l'objectiu".